# Kofi Pare
Kofi Pare (28 novembre 1938) è un ex calciatore ghanese campione d’Africa nel 1963.

## Carriera

### Club
Ha giocato nella prima divisione ghanese.

### Nazionale
Partecipò alle Olimpiadi del 1964.
Ha vinto la Coppa d'Africa del 1963 e quella del 1965.